# 穆薩拉冰川
62°31′57″S 59°36′49″W / 62.53250°S 59.61361°W

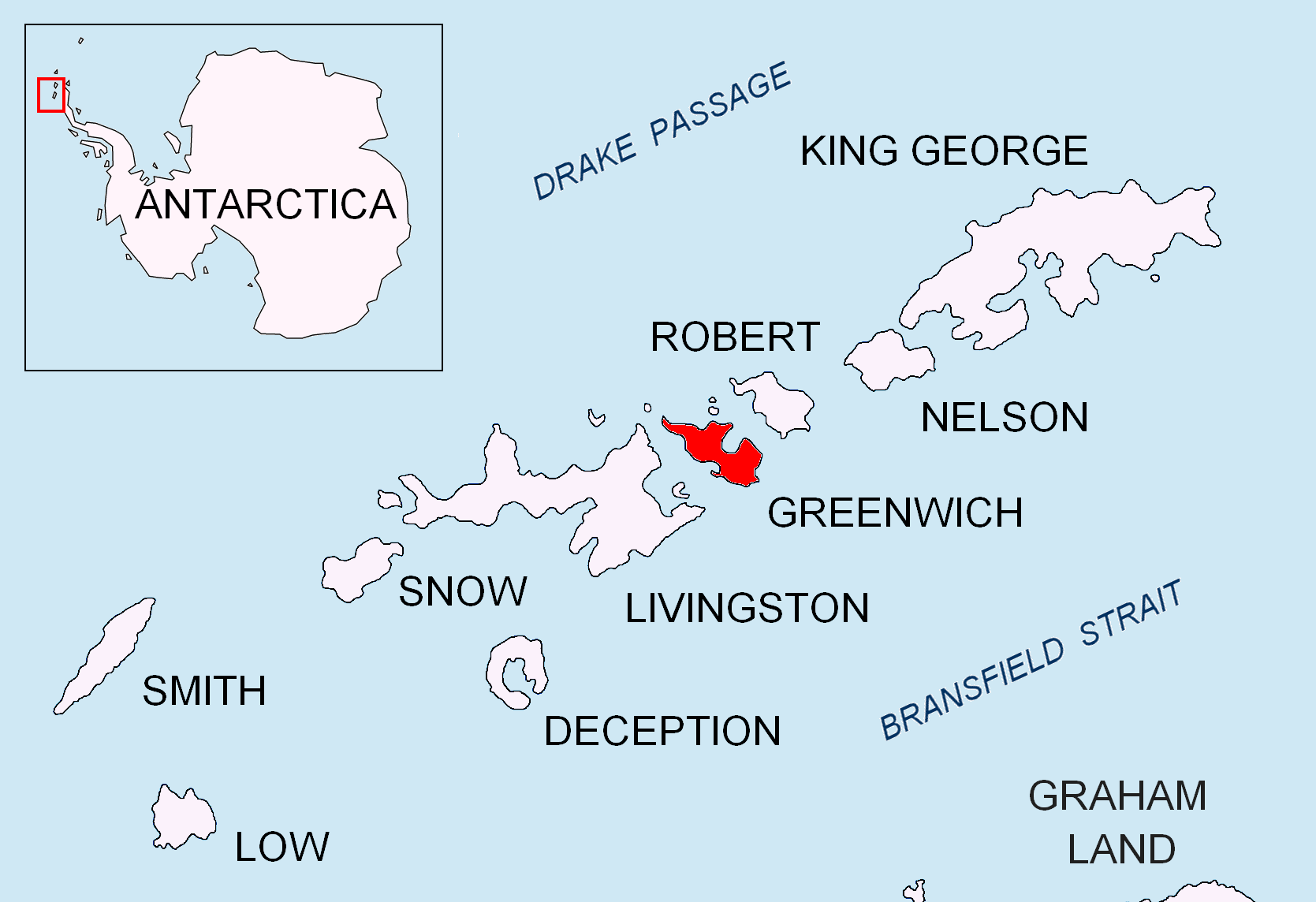

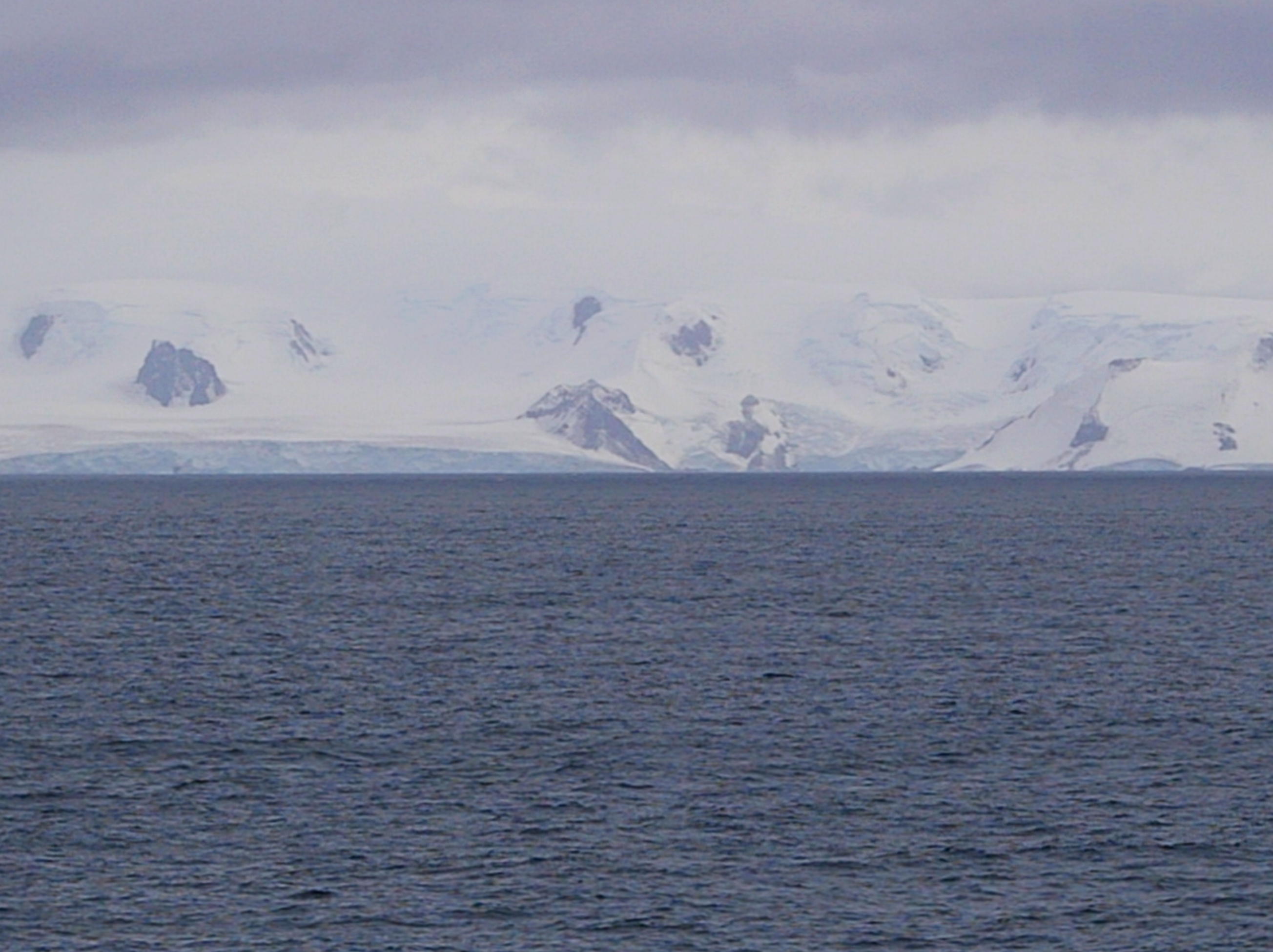

穆薩拉冰川是南極洲的冰川，位於南設得蘭群島中格林尼治島，南面是基普里安峰，西南面是弗拉察峰，東北面是伊拉里昂嶺，長3.7公里、寬2.2公里。

## 外部連結
- Composite Antarctic Gazetteer（页面存档备份，存于）.